# Округ Кук (Џорџија)
Округ Кук (енгл. Cook County) је округ у америчкој савезној држави Џорџија.

## Демографија
По попису из 2010. године број становника је 17.212, што је 1.441 (9,1%) становника више него 2000. године.
| Група             | 2000.          | 2010.          |
| Белци             | 10.526 (66,7%) | 11.171 (64,9%) |
| Афроамериканци    | 4.587 (29,1%)  | 4.704 (27,3%)  |
| Азијати           | 66 (0,4%)      | 114 (0,7%)     |
| Хиспаноамериканци | 485 (3,1%)     | 1.024 (5,9%)   |
| Укупно            | 15.771         | 17.212         |